# Hirschjagdpark

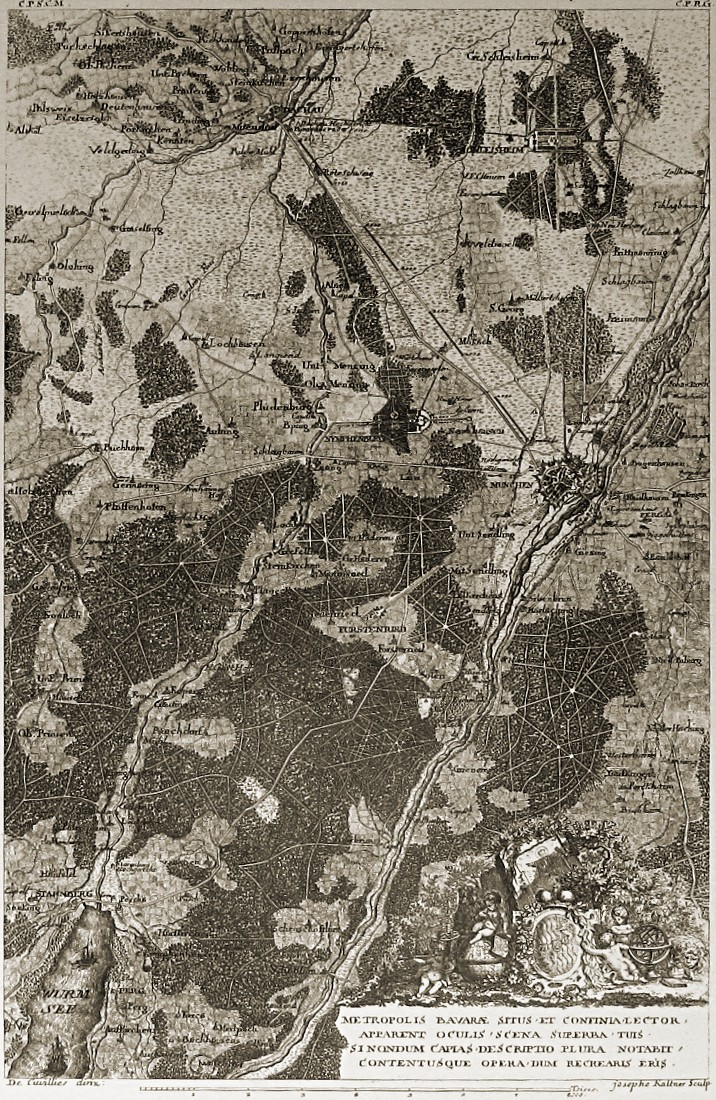
Karte aus dem Jahr 1767

Der kurfürstliche Hirschjagdpark unweit Münchens wurde von 1715 an vom Bayerischen Kurfürsten Max Emanuel für die Parforcejagd angelegt und bestand bis 1745.

## Anlage
Der Park beschrieb eine unregelmäßige Form, beginnend beim Schloss Nymphenburg nach Westen bis Allach, nach Süden der Würm entlang bis Stockdorf, nach Osten bis zur Grenze des Forstenrieder Parks. Der Umfang maß insgesamt etwa 50 km.
Im Park eingeschlossen waren Krailling, Planegg, Steinkirchen, Gräfelfing, Lochham, Blutenburg, Menzing, Laim, Klein- und Großhadern, Neuried, Martinsried, Forstenried, Warnberg und der westliche Teil von Solln. Die im Park gelegenen Ortschaften waren vollständig Teil der großen barocken Anlage, die als architektonischer Gesamtentwurf zu sehen ist.
Die im Park veranstalteten Jagden nahmen keine Rücksicht auf die Einwohner und bedeuteten besonders für die Bauern eine große wirtschaftliche Last. Die landschaftlichen Bauarbeiten wurden vor allem von türkischen Kriegsgefangenen durchgeführt.
Der Park war vollständig eingefriedet. Die Einzäunung diente dabei wohl hauptsächlich der Demonstration der Künstlichkeit des Entwurfes, weniger, um das Wild im Inneren gefangen zu halten.

## Bauten

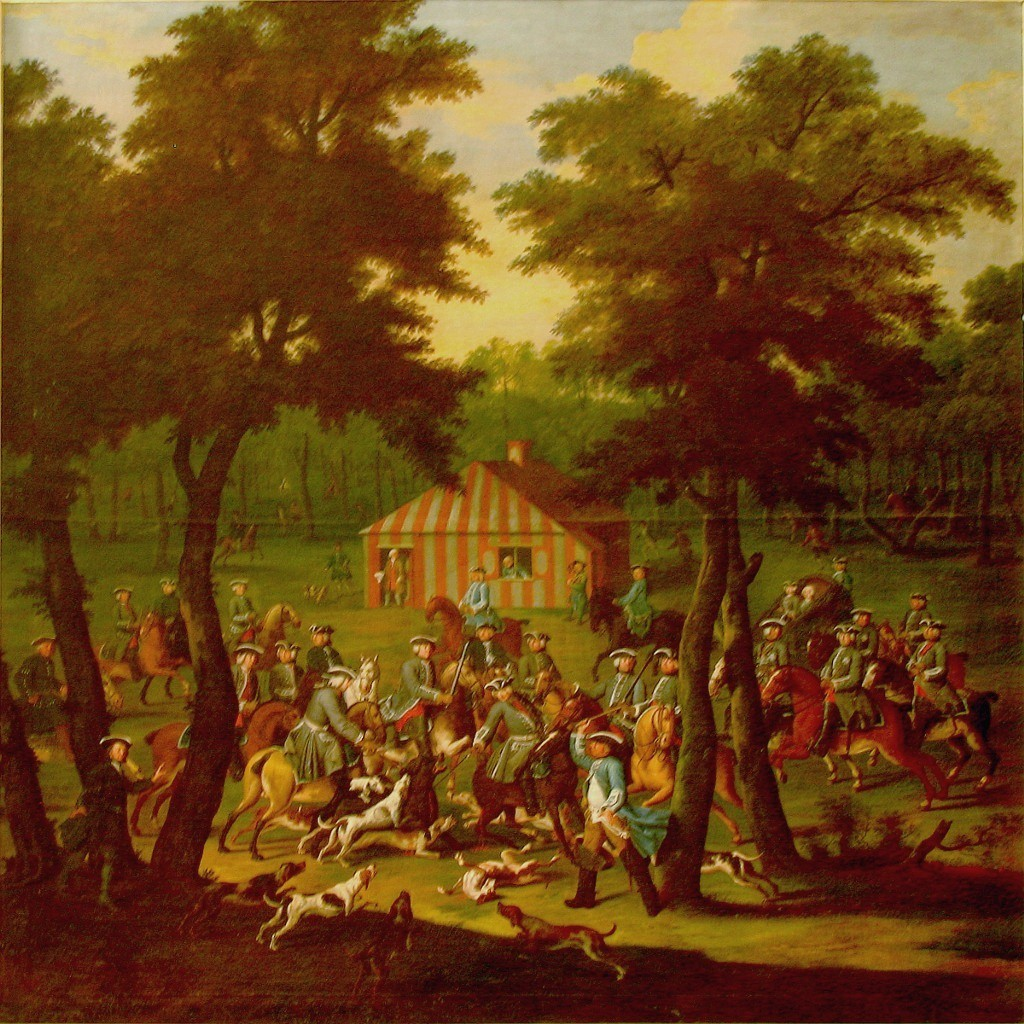
Die schwere Jagd am Roten Haus von Peter Jakob Horemans

Bereits 1715 erfolgte der Bauauftrag für das Jagdschloss Fürstenried an Joseph Effner.
Kurz nach 1730 wurden mehrere kurfürstliche Jagdhäuser erbaut. Diese waren nach ihren Farbanstrichen benannt und aus Holz gebaut, aber mehr als nur einfache Jagdhütten. Sie waren dazu eingerichtet, eine kleinere Jagdgesellschaft aufzunehmen und dienten dieser zur Verpflegung und wohl auch zur Übernachtung. Das Gelbe Haus stand mitten im Forstenrieder Park, das Grüne Haus bei Allach. Zwischen Lochham und Pasing befand sich das Rote Haus, und das Blaue Haus lag nördlich des Forst Kasten bei Krailling. Nach Auflösung des Hirschjagdparks wurden diese Häuser bereits 1746 wieder abgerissen. Ansichten davon existieren noch in Gemälden von Peter Jakob Horemans, die im Jagdzimmer der Amalienburg im Nymphenburger Schlosspark zu sehen sind.